# Życie na Wenus

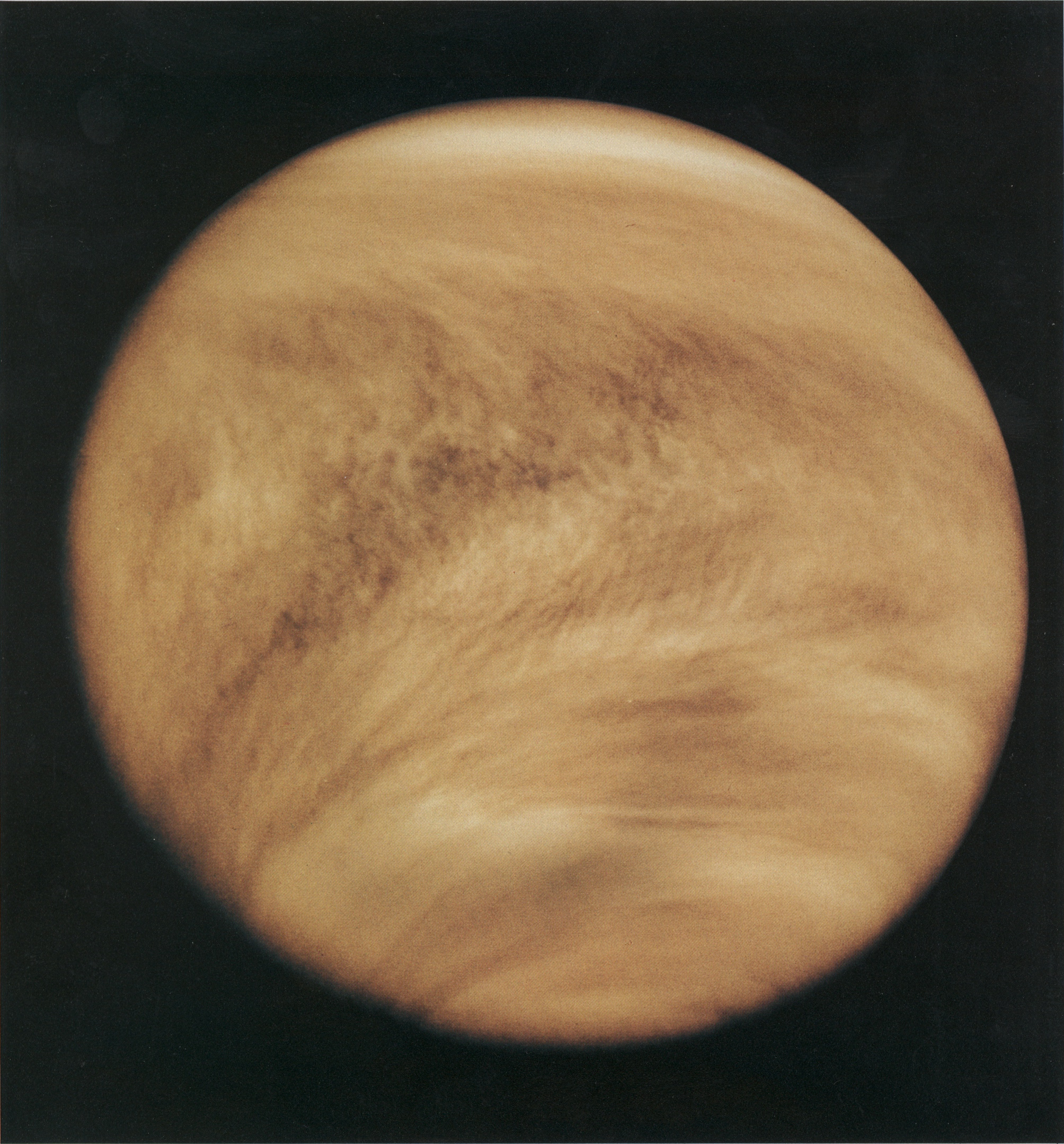
Atmosfera Wenus widziana w ultrafiolecie przez Pioneer Venus 1 w 1979.

Pomysł na to, że na Wenus istnieje obecnie życie był od dawna przedmiotem dyskusji. Liczba hipotez zmniejszyła się znacznie od wczesnych lat 60. XX wieku, kiedy statek kosmiczny zaczął badać planetę i stało się jasne, że jej środowisko jest ekstremalne w porównaniu z ziemskim.
Położenie Wenus bliżej Słońca niż Ziemia i ekstremalny efekt cieplarniany podnoszący temperaturę na powierzchni do prawie 735 K (462 °C; 863 °F) i ciśnienie atmosferyczne 90 razy większe niż na Ziemi sprawiają, że życie oparte na wodzie w formach ziemskich jest mało prawdopodobne na powierzchni Wenus. Jednak kilku naukowców spekulowało, że ekstremofilne (termo- i acydofilne mikroorganizmy) mogą istnieć w umiarkowanych, kwaśnych górnych warstwach atmosfery Wenus. W 2020 ogłoszono istnienie fosforowodoru PH
3, zwanego inaczej fosfiną, w atmosferze planety, w ilościach wskazujących na pochodzenie najwyraźniej od organizmów żywych. Informacja ta później została skorygowana – stwierdzone ilości fosfiny w istocie były znacznie mniejsze.

## Poglądy historyczne
Aż do połowy XX wieku uważano, że środowisko powierzchniowe Wenus jest podobne do Ziemi, stąd powszechnie uważano, że Wenus może być siedliskiem życia. W 1870 roku brytyjski astronom Richard Proctor powiedział, że istnienie życia na Wenus jest niemożliwe w pobliżu jej równika, ale możliwe w pobliżu jej biegunów.
Od lat sześćdziesiątych XX wieku coraz liczniejsze dowody z różnych sond kosmicznych pokazują, że Wenus ma ekstremalny klimat, z efektem cieplarnianym generującym stałą temperaturę około 500 °C na powierzchni. Atmosfera zawiera chmury kwasu siarkowego, a ciśnienie atmosferyczne na powierzchni wynosi 90 barów, czyli jest prawie 100 razy większe niż na Ziemi i podobne do ciśnienia panującego na głębokości ponad 1000 m w oceanach Ziemi. W takim środowisku i biorąc pod uwagę nieprzyjazne życiu cechy wenusjańskiej pogody, życie w ziemskich formach jest wysoce nieprawdopodobne.
We wrześniu 1967 roku Carl Sagan i Harold Morowitz opublikowali analizę kwestii życia na Wenus w czasopiśmie Nature.

## Siedlisko atmosferyczne
Chociaż prawdopodobieństwo istnienia życia w pobliżu powierzchni Wenus jest niewielkie, na wysokości około 50 km nad powierzchnią panuje łagodna temperatura, dlatego nadal istnieją opinie przemawiające za taką możliwością w atmosferze Wenus.
W analizie danych z misji z misji Wenera, Pioneer Venus i Magellan odkryto, że siarczek karbonylu, siarkowodór i dwutlenek siarki były obecne razem w górnych warstwach atmosfery. Wenera wykryła również duże ilości toksycznego chloru tuż pod pokrywą chmur wenusjańskich. Siarczek karbonylu jest trudny do wytworzenia nieorganicznie, ale może być wydzielany przy zjawiskach wulkanicznych. Kwas siarkowy jest wytwarzany w górnych warstwach atmosfery w wyniku fotochemicznego działania Słońca na dwutlenek węgla, dwutlenek siarki i parę wodną.
Promieniowanie słoneczne ogranicza zdatną do życia strefę atmosferyczną do wysokości od 51 km (65 °C) do 62 km (−20 °C), w obrębie kwaśnych chmur. Spekulowano, że chmury w atmosferze Wenus mogą zawierać substancje chemiczne, które mogą inicjować formy aktywności biologicznej. Spekulowano, że wszelkie hipotetyczne mikroorganizmy zamieszkujące atmosferę, jeśli są obecne, mogą wykorzystywać światło ultrafioletowe (UV) emitowane przez Słońce jako źródło energii, co może być wyjaśnieniem ciemnych linii (zwanych „nieznanym absorberem UV”) obserwowanych na fotografiach Wenus w ultrafiolecie. Istnienie tego „nieznanego pochłaniacza UV” skłoniło Carla Sagana do opublikowania w 1963 roku artykułu proponującego hipotezę mikroorganizmów w górnych warstwach atmosfery jako czynnika absorbującego światło UV.
W sierpniu 2019 roku astronomowie poinformowali o nowo odkrytym długoterminowym wzorcu absorbancji światła UV i zmian albedo w atmosferze Wenus i jej pogodzie, które są spowodowane przez „nieznane pochłaniacze”, które mogą zawierać nieznane chemikalia, a nawet duże kolonie mikroorganizmów na dużych wysokościach. w atmosferze.
W styczniu 2020 roku astronomowie zgłosili dowody, które sugerują, że Wenus jest obecnie aktywna wulkanicznie, a pozostałość po takiej aktywności może być potencjalnym źródłem składników odżywczych dla ewentualnych mikroorganizmów w atmosferze Wenus..
Badania opublikowane we wrześniu 2020 roku wykazały istnienie fosfiny w atmosferze Wenus, która nie była powiązana z żadną znaną nieożywioną metodą syntezy zachodzącą lub możliwą w warunkach Wenus.
Fosfina raczej nie kumuluje się w atmosferze Wenus, ponieważ pod wpływem promieniowania ultrafioletowego zapewne ostatecznie reaguje z wodą i dwutlenkiem węgla. Fosfina na Ziemi jest związana z ekosystemami beztlenowymi i może wskazywać na życie na pozbawionych tlenu egzoplanetach. Ponieważ nie jest znany żaden proces niebiologiczny, który prowadzi do wytworzenia fosfiny na planetach podobnych do Ziemi w znaczących ilościach, więc wykrywalne ilości fosfiny mogły wskazywać na życie. Hipoteza dała również możliwe wyjaśnienie ciemnych smug w atmosferze Wenus, wykrytych przez Japońską Agencję Kosmiczną, które mogłyby być koloniami drobnoustrojów żyjących w chmurach. Późniejsze analizy wykazały, że w publikacji donoszącej o odkryciu fosfiny zawarty był błąd – zarejestrowano w istocie były znacznie mniejsze ilości fosfiny w atmosferze Wenus.

## Potencjalne istnienie życia w przeszłości
Jest prawdopodobne, że gdyby woda w stanie ciekłym istniała na powierzchni planety, zanim efekt cieplarniany ją ogrzał, na Wenus mogło powstać życie mikrobiologiczne, ale już by nie istniało. Zakładając, że proces dostarczania wody na Ziemię był wspólny dla wszystkich planet w pobliżu strefy nadającej się do zamieszkania, oszacowano, że woda w stanie ciekłym mogła istnieć na jej powierzchni nawet przez 600 milionów lat podczas i wkrótce po późnym silnym bombardowaniu, co mogło dać wystarczająco dużo czasu na powstanie prostego życia, ale wartość ta może wahać się od zaledwie kilku milionów lat do nawet kilku miliardów lat. Ostatnie badania z września 2019 roku wykazały, że Wenus mogła mieć wody powierzchniowe i nadawać się do zamieszkania przez około 3 miliardy lat i mogła znajdować się w tym stanie od 700 do 750 milionów lat temu, jeśli to poprawne, dałoby to życiu wystarczająco dużo czasu, aby ewoluowało. Mogło to również dać wystarczająco dużo czasu na ewolucję życia drobnoustrojów w atmosferze.
Sugerowano nawet, że złożone życie wyewoluowało wcześniej na Wenus niż na Ziemi oraz że w okresie kambru i ordowiku organizmy z Wenus zostały przeniesione na Ziemię za pośrednictwem asteroid. Teoria ta mogłaby pasować do wzorca pojawiania się, zróżnicowania i wymierania kolejnych form wysoko rozwiniętych życia z zadziwiającą szybkością w okresach kambru i ordowiku, a także wyjaśnia niezwykłą różnorodność genetyczną, która pojawiła się w tym okresie.
Przeprowadzono bardzo niewiele analiz materiału powierzchni Wenus, więc jest możliwe, że dowody na przeszłe życie, jeśli kiedykolwiek istniały, można by było znaleźć za pomocą sondy zdolnej do przetrwania obecnych ekstremalnych warunków powierzchniowych Wenus, chociaż zmiany powierzchni Wenus w ciągu ostatnich 500 milionów lat wskazują, że jest mało prawdopodobne, aby pozostały starożytne skały powierzchniowe, zwłaszcza te zawierające mineralny tremolit, który teoretycznie mógłby zawierać ślady aktywności biologicznej.